# Gloria Leonard
Gloria Leonard, nombre artístico de Gail Leonardi (Nueva York, 28 de agosto de 1940 - Waimea, 3 de febrero de 2014), fue una actriz pornográfica estadounidense.

## Vida y carrera
Leonard nació y se crio en Bronx, Nueva York. Durante tres años trabajó en Wall Street como representante de la Schweickart and Company. También trabajó en varias empresas de relaciones públicas, y laborando para el publicista Johnny Carson fue una Copywriter por la Elektra Records.

## La carrera porno
Gloria Leonard comenzó a recitar en el mundo la pornografía en 1976, apareciendo en varias películas The Trouble With Young Stuff, All About Gloria Leonard, ambas películas escritas y dirigidas por Joseph W. Sarno; The Opening of Misty Beethoven dirigido de Radley Metzger; Fortune Smiles y Taboo American Style. Antes de retirarse de los escenarios en 1984 trabajó con actrices como Constance Money, Leslie Bovee, Sharon Mitchell, Jennifer Welles y Samantha Fox. Ha dirigido varias películas porno y estuvo casada con Bobby Hollander.

En 1993 Leonard se trasladó a Hawái, mientras en el año 1997 regresó a Los Ángeles para trabajar con la Private Media Group.

## High Society
Después de su carrera profesional como actriz porno Gloria Leonard fue pionera en la publicación de fotos desnudos de personajes famosos, y la creación de líneas para el sexo telefónico, así que ella ha seguido trabajando durante 14 años como editora para la revista estadounidense High Society. Carl Ruderman, editor de la misma revista, asumió a Leonard: él en ese período estaba buscando un editor mujer para una publicación de varón. Después de que se han publicado algunas fotografías desnudas las actrices Margot Kidder, Ann-Margret y Barbra Streisand trataron de citar la revista en el tribunal.

En 1983 Leonard creó las primeras líneas de sexo telefónico, y ganando mediante la Corte Suprema de los Estados Unidos, la revista sobre un tema de la libertad de expresión luchó una causa legal en su defensa. A principios de los años ochenta llegó a un acuerdo con Norman Mailer para escribir una película porno, proyecto que nunca se materializó.
High Society la mantuvo en su puesto desde el año 1977 hasta el 1991.

## Apariciones en la televisión
En 1984 de los episodios Manna from Heaven, del capítulo Simon & Simon, protagonizó la función de un vendedor. Gloria también fue invitado en varios Talk show, incluidos The Oprah Winfrey Show, Geraldo, Maury, Larry King Live y The Howard Stern Show. Ella también condujo sus propios programas de televisión como The Leonard Report: For Adults Only y posteriormente Gloria Leonard's Hot Shopper Hour.

## Premios
- Adult Film Association of America  Award 1985 - Best Actress - por Taboo American Style 1: The Ruthless Beginning
- AVN Premios AVN
- XRCO Hall of Fame

## Filmografía
- Executive Secretary (1974)
- Farmer's Daughters (1975)
- Opening of Misty Beethoven (1975)
- Bizarre Moods (1976)
- Kinkorama (1976)
- Souperman (1976)
- Temptations (1976)
- Trouble With Young Stuff (1976)
- Virgin Dreams (1976)
- Water Power (1976)
- Candy Lips (1977)
- Fiona on Fire (1977)
- Heat Wave (1977)
- Joy (1977)
- Odyssey (1977)
- All About Gloria Leonard (1978)
- Hollywood Goes Hard (1978)
- Intimate Desires (1978)
- Legend of Lady Blue (1978)
- Little Blue Box (1978)
- Maraschino Cherry (1978)
- MisBehavin' (1978)
- Extreme Close-Up (1979)
- New York Babes (1979)
- Bon Appetit (1980)
- October Silk (1980)
- Silky (1980)
- Summer Beach House (1980)
- Tramp (1980)
- Johnny Does Paris (1981)
- Roommates (1981)
- World of Henry Paris (1981)
- Dirty Looks (1982)
- Real Estate (1982)
- Best Of John Holmes (1984)
- Bizarre Thunder (1984)
- BurleXXX (1984)
- Celebration (1984)
- Opening Night (1984)
- First Annual XRCO Adult Film Awards (1985)
- Hot Wire (1985)
- Magic Girls (1985)
- New York Vice (1985)
- Phone Sex Fantasies (1985)
- She's So Fine (1985)
- Taboo American Style 1 (1985)
- Taboo American Style 2 (1985)
- Taboo American Style 3 (1985)
- Taboo American Style 4 (1985)
- Vanessa's Bed of Pleasure (1985)
- Bad Girls 4 (1986)
- Come to Me (1986)
- Three Daughters (1986)
- Babes in Joyland (1987)
- Legends of Porn 1 (1987)
- Flesh in Ecstasy 15: Bunnie Bleu (1988)
- Girls Who Dig Girls 8 (1988)
- Legends of Porn 3 (1991)
- Made in Heaven (1991)
- Naked Goddess 1 (1991)
- On Trial 3 (1992)
- On Trial 4 (1992)
- Only the Very Best on Film (1993)
- Valley of the Bi Dolls (1993)
- Blue Vanities S-560 (1994)
- Naked Goddess 2 (1994)
- Revenge of the Bi Dolls (1994)
- Night of the Living Bi-dolls (1997)
- Phoenix Rising (1998)
- Still Insatiable (1998)
- High Heels 'n Hot Wheels (1999)
- Looking for Mr. Big (2000)
- Ooze (2000)
- Wadd: The Life And Times Of John C. Holmes (2001)
- Samantha Fox Collection (2005)
- Crazy For Love ( )
- Inside Gloria Leonard ( )